# 邦武
邦武（法語：Banvou，法語發音：[bɑ̃vu] ⓘ）是法国奥恩省的一个市镇，属于阿让唐区。

## 地理
邦武（48°39'54"N, 0°33'11"W）面积12.98 平方千米，位于法国诺曼底大区奧恩省，该省份为法国西北部内陆省份，北起顺时针与卡爾瓦多斯省、厄尔省、厄尔-卢瓦省、萨尔特省、马耶讷省和芒什省接壤。
与邦武接壤的市镇（或旧市镇、城区）包括：勒沙特利耶、栋皮埃尔、拉费里耶尔欧塞唐、圣安德烈德梅塞、圣博梅尔莱福日。

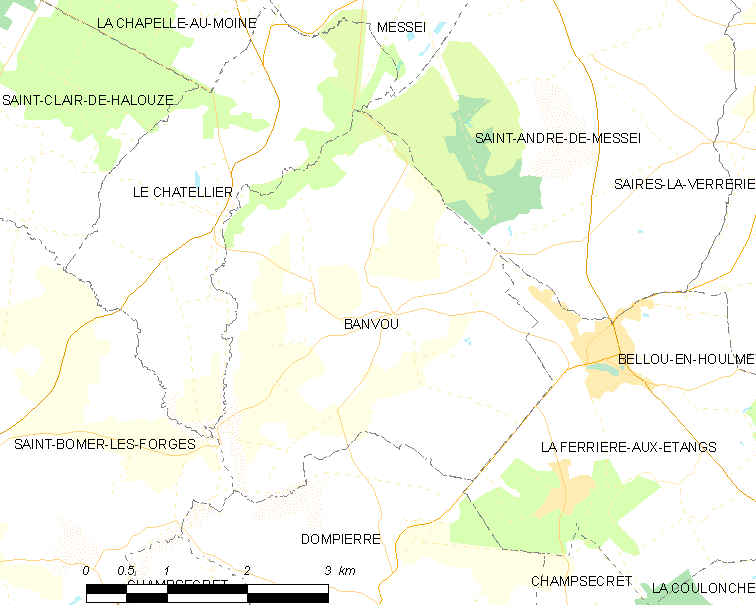
邦武的OSM定位图

邦武的时区为UTC+01:00、UTC+02:00（夏令时）。

## 行政
邦武的邮政编码为61450，INSEE市镇编码为61024。

## 政治
邦武所属的省级选区为马塞堡县。

## 人口

1962-2008年间邦武人口变化图示

邦武于2022年1月1日时的人口数量为630人。